# Sandersville (Misisipi)
Sandersville es un pueblo del Condado de Jones, Misisipi, Estados Unidos. Según el censo de 2000 tenía una población de 789 habitantes y una densidad de población de 61.4 hab/km².

## Demografía
Según el censo de 2000, había 789 personas, 317 hogares y 231 familias residiendo en la localidad. La densidad de población era de 61,4 hab./km². Había 350 viviendas con una densidad media de 27,2 viviendas/km². El 92,14% de los habitantes eran blancos, el 6,84% afroamericanos, el 0,89% amerindios y el 0,13% pertenecía a dos o más razas. El 0,13% de la población eran hispanos o latinos de cualquier raza.
Según el censo, de los 317 hogares en el 31,9% había menores de 18 años, el 56,8% pertenecía a parejas casadas, el 12,9% tenía a una mujer como cabeza de familia y el 27,1% no eran familias. El 23,3% de los hogares estaba compuesto por un único individuo y el 13,6% pertenecía a alguien mayor de 65 años viviendo solo. El tamaño promedio de los hogares era de 2,49 personas y el de las familias de 2,94.
La población estaba distribuida en un 23,2% de habitantes menores de 18 años, un 9,8% entre 18 y 24 años, un 28,1% de 25 a 44, un 22,2% de 45 a 64 y un 16,7% de 65 años o mayores. La media de edad era 39 años. Por cada 100 mujeres había 92,9 hombres. Por cada 100 mujeres de 18 años o más, había 84,8 hombres.
Los ingresos medios por hogar en la localidad eran de 26.538 dólares ($) y los ingresos medios por familia eran 34.167 $. Los hombres tenían unos ingresos medios de 27.614 $ frente a los 20.313 $ para las mujeres. La renta per cápita para la ciudad era de 14.429 $. El 16,2% de la población y el 12,8% de las familias estaban por debajo del umbral de pobreza. El 18,3% de los menores de 18 años y el 28,9% de los habitantes de 65 años o más vivían por debajo del umbral de pobreza.

## Geografía
Según la Oficina del Censo de los Estados Unidos, Sandersville tiene un área total de 12,9 km² de los cuales 12,8 km² corresponden a tierra firme y 0,1 km² a agua. El porcentaje total de superficie con agua es 1,00%.